# Alfred Weiler
Pour les articles homonymes, voir Weiler.
Alfred Jules Weiler, né le 26 septembre 1901 à Villiers-le-Bel (Seine-et-Oise) et mort le 10 décembre 1961 à Montgeron (Seine-et-Oise), est un historien et pédagogue français. 
Il a été professeur d’histoire et géographie, militant pédagogique, membre de la commission Langevin-Wallon et proviseur et fondateur du lycée de Montgeron (1946-1961).

## Biographie
Son père était employé de commerce. Alfred Weiler a été successivement enseignant au lycée du Havre, au lycée de Rouen, puis au lycée Rollin, au lycée Henri-IV et au collège Sévigné à Paris.
Il participa aux initiatives pour faire évoluer la pédagogie des collèges et des lycées. Un Plan de réforme de l’enseignement du second degré a été publié dans la Revue de l’enseignement des jeunes filles entre 1934 et 1936.
Il participa à la création du Congrès pour l’étude des questions relatives à l’organisation de l’enseignement du second degré en 1936 au Havre. Ce congrès eut lieu en présence de Gustave Monod, de Paul Langevin et du Groupe français d'éducation nouvelle. Alfred Weiler fit quatre communications au cours de ce congrès.
Il participa en 1937 à la Semaine pédagogique à Rabat.
Ces évènements inspirèrent les réformes organisées par Albert Châtelet et Jean Zay, le ministre de l'éducation nationale, qui insistaient sur les méthodes de pédagogie active. Albert Châtelet créa par la suite L'information pédagogique, dont Alfred Weiler devint le secrétaire général en 1937.
Alors professeur à Rouen, Alfred Weiler dirigea une histoire de la ville du Havre. Avec Albert Demangeon, il rédigea un ouvrage de géographie, Les maisons des hommes. De la hutte au gratte-ciel, aux éditions Bourrelier.
Il travailla avec Gustave Monod au lycée Henri-IV. Refusant les responsabilités proposées par le gouvernement de Vichy, il se cacha pendant l'Occupation. A la Libération, il participa au comité de rédaction de la revue du Groupe français d'éducation nouvelle et à la commission Langevin-Wallon, en compagnie de Fernande Seclet-Riou, Roger Gal et Jacques-Olivier Grandjouan, et aux Cahiers pédagogiques.
En 1946, il fut nommé directeur du lycée de Montgeron, annexe du lycée Henri-IV, ce qui lui permit d'appliquer ses idées. A Montgeron, Alfred Weiler appliqua une pédagogie qui visait une éducation de la personnalité, par une accession de l’élève à l’autonomie et à la responsabilité, la découverte des aptitudes et le développement de la sensibilité ainsi que le développement de la créativité dans les ateliers de céramique, tissage, reliure, broderie d’art, menuiserie, ferronnerie, cuisine, jeu dramatique, imprimerie, philatélie.
Il est mort en 1961 à Montgeron. Le collège de Montgeron porte son nom.

## Publications
- Le tourisme, facteur économique mondial, Annales de géographie, 1932  (lire en ligne).
- Les maisons des hommes. De la hutte au gratte-ciel, avec Albert Demangeon, Bourrelier, 1ère édition 1937.
- Les voyages, du coche à l'avion, avec M. Ginat, Paris, Bourrelier, 1942[4],[5].
- « Conférence aux futurs maîtres des sixièmes nouvelles », L’Éducation nationale, numéro 64, 10 décembre 1945, page 7.
- Histoire de l'Antiquité par l'image, Paris, Librairie de l'enseignement, 1949.
- Croquis : classe de 6ème : l'enseignement de la géographie, avec M. Rouable, Paris, Fernand Nathan, 1950.
- L’Antiquité, classe de 6ème, avec Gaston Dez, avertissement de Jules Isaac, 2ème édition 1955.
- « Qu’est-ce que l’étude du milieu ? », Les Cahiers pédagogiques pour l’enseignement du second degré, numéro 6, 1955, pages 449-452.
- Orient et Grèce : classe de sixième : programmes de 1957 : Livre de l'élève, avec Gaston Dez, Paris, Classiques Hachette, 1958.
- L'Orient et la Grèce : sixième, avec Gaston Dez et Jean Mathiex, Paris, Hachette, 1964.
- Croquis et travaux pratiques de géographie : 3ème, avec M. Rouable, Paris, Fernand Nathan, 1968.
- L'Antiquité : l'Orient, la Grèce et Rome : 6e : Livre de l'élève, avec Gaston Dez et Jean Mathiex, Paris, Hachette, 1970.
- Croquis et travaux pratiques de géographie : seconde, avec M. Rouable, Paris, Fernand Nathan, 1971.